# Todos lo saben
Todos lo saben este un film spaniol din 2018 regizat și scris de Asghar Farhadi. Este o coproducție între Spania, Franța și Italia, realizat în genul thriller psihologic avându-i în rolurile principale pe Penélope Cruz, Javier Bardem și Ricardo Darín. Filmarea sa a început pe 21 august 2017 în Spania și s-a încheiat în luna decembrie a aceluiași an. Majoritatea filmărilor a avut loc în orașul Torrelaguna din Comunitatea Madrid.

## Prezentare
Laura călătorește cu familia din Buenos Aires în orașul ei natal din Spania pentru o sărbătoare, dar ceea ce urma să fie o scurtă vizită de familie se schimbă din cauza unor evenimente neprevăzute, care perturbă complet viața celor implicați.

## Distribuția
- Penélope Cruz în rolul Laurei
- Javier Bardem în rolul lui Paco
- Ricardo Darín în rolul lui Alejandro, soțul Laurei
- Carla Campra în rolul Irene, fiica Laurei și a lui Alejandro
- Elvira Mínguez în rolul Marianei, sora mai mare a Laurei
- Eduard Fernández în rolul lui Fernando, soțul Marianei
- Sara Sálamo în rolul lui Rocio, fiica Marianei și a lui Fernando
- Bárbara Lennie în rolul Bea, soția lui Paco
- Inma Cuesta în rolul Anei, sora mai mică a Laurei
- Roger Casamajor în rolul Joan, logodnicul Anei
- Ramón Barea în rolul Antonio, tatăl Laurei
- José Ángel Egido în rolul lui Jorge, polițist retras
- Sergio Castellanos în rolul prietenului spaniol al lui Irene
- Jordi Bosch
- Jaime Lorente